# Fachhochschule Savonia

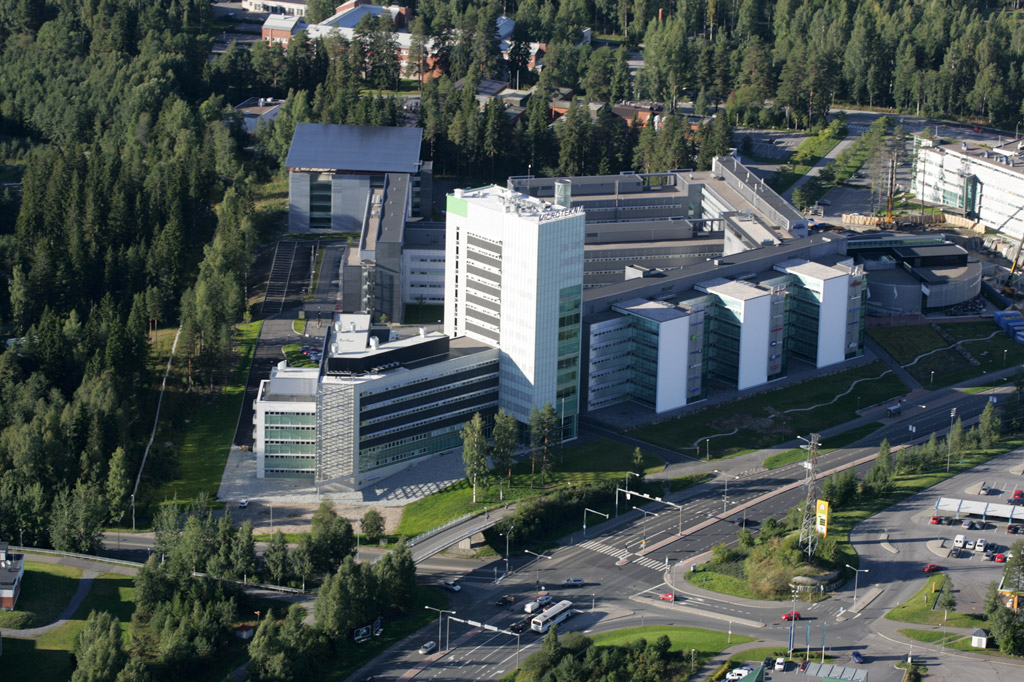
Der Wissenschaftspark Technology Centre Teknia in Kuopio ist einer der Standorte der FH Savonia

Die Fachhochschule Savonia (finnisch Savonia-ammattikorkeakoulu, englisch Savonia University of Applied Sciences) ist eine Fachhochschule mit Sitz in der ostfinnischen Stadt Kuopio. Weitere Standorte befinden sich in den Städten Iisalmi und Varkaus.

## Geschichte
Die Savonia wurde nach der Reform des finnischen Hochschulsystems und der Einrichtung eines landesweiten Netzes von Fachhochschulen (ammattikorkeakoulu) im Jahr 1992 gegründet. In der neuen Hochschule gingen mehrere ältere berufsbildende Schulen in Kuopio und Umland auf, namentlich die Designschule, das Polytechnikum und die Gesundheitsschule der Stadt Kuopio, das Walter-Ahlström-Polytechnikum in Varkaus sowie die kaufmännischen Schulen von Kuopio und Varkaus. Zunächst trug die Institution den Namen Pohjois-Savon ammattikorkeakoulu („Fachhochschule Nordsavo“), den heutigen Namen nahm sie 2004 an.
Mit rund 6700 Studenten, davon je rund 1000 in den Standorten Varkaus und Iisalmi, ist die Savonia heute die sechstgrößte Fachhochschule Finnlands. Der teilnehmerstärkste Studiengang sind die Ingenieurwissenschaften, gefolgt von den Wirtschaftswissenschaften. Daneben können berufsqualifizierende Abschlüsse in IT-Studiengängen, Agrarwissenschaften, Design und Gesundheitswesen erworben werden.